# Taça Almir de Albuquerque de 1973
A Taça Almir de Albuquerque foi um torneio regional organizado pela revista Placar com a chancela da Confederação Brasileira de Desportos, anexo ao Campeonato Brasileiro de Futebol de 1973, para clubes do Norte e do Nordeste, aproveitando os jogos da competição nacional.

## História
O torneio foi concebido pela Revista Placar com o nome de "Torneio Norte-Nordeste", depois sendo batizado com o nome "Taça Almir de Albuquerque". O nome se deu em homenagem a Almir Moraes de Albuquerque (popularmente conhecido como Almir Pernambuquinho), jogador natural de Recife que fora assassinado em Fevereiro daquele ano. Albuquerque foi revelado pelo Sport de Recife na década de 50 e se tornou querido pela torcida por sua valentia, que lhe rendeu passagens pelos times cariocas do Flamengo e Bangu, o argentino Boca Juniors, entre outros. O prêmio foi uma forma de homenagear o falecido jogador.

### Participantes
Tomaram parte do torneio 16 clubes de 10 estados das regiões Norte e Nordeste participantes do Campeonato Brasileiro de Futebol de 1973:
| Estado              | Clubes                          |
| ------------------- | ------------------------------- |
| Alagoas             | CR Brasil                       |
| Amazonas            | Nacional Rio Negro              |
| Bahia               | Bahia Vitória                   |
| Ceará               | Ceará Fortaleza                 |
| Rio Grande do Norte | América                         |
| Maranhão            | Moto Club                       |
| Pará                | Clube do Remo Paysandu          |
| Pernambuco          | Náutico Santa Cruz Sport Recife |
| Piauí               | Tiradentes                      |
| Sergipe             | Sergipe                         |

## A Competição
Valeram para a composição do torneio os jogos disputados pelo 1º turno do Campeonato Brasileiro de Futebol de 1973, que era composto por 2 grupos de 20 equipes, sendo que em cada um destes grupos estavam 8 clubes do Norte-Nordeste, assim cada clube disputou 7 jogos válidos pela Taça Almir Albuquerque dentro de sua referida chave. 
| Clube | Clube         | PT | JG | VT | EM | DT | GF | GC | SG |
| ----- | ------------- | -- | -- | -- | -- | -- | -- | -- | -- |
| 1     | América       | 11 | 7  | 4  | 3  | 0  | 11 | 4  | +7 |
| 2     | Rio Negro     | 10 | 7  | 4  | 2  | 1  | 8  | 1  | +7 |
| 3     | Bahia         | 10 | 7  | 3  | 4  | 0  | 8  | 3  | +5 |
| 4     | Nacional      | 10 | 7  | 3  | 4  | 0  | 10 | 7  | +3 |
| 5     | Sport Recife  | 9  | 7  | 3  | 3  | 1  | 9  | 4  | +5 |
| 6     | Vitória       | 8  | 7  | 3  | 2  | 2  | 6  | 4  | +2 |
| 7     | Tiradentes    | 8  | 7  | 3  | 2  | 2  | 5  | 3  | +2 |
| 8     | Fortaleza     | 8  | 7  | 2  | 4  | 1  | 8  | 5  | +3 |
| 9     | Santa Cruz    | 8  | 7  | 2  | 4  | 1  | 6  | 5  | +1 |
| 10    | Ceará         | 6  | 7  | 1  | 4  | 2  | 4  | 6  | -2 |
| 11    | Clube do Remo | 5  | 7  | 2  | 1  | 4  | 4  | 6  | -2 |
| 12    | CR Brasil     | 5  | 7  | 1  | 3  | 3  | 7  | 12 | -5 |
| 13    | Sergipe       | 5  | 7  | 1  | 3  | 3  | 1  | 8  | -7 |
| 14    | Moto Clube    | 4  | 7  | 0  | 4  | 3  | 2  | 6  | -4 |
| 15    | Náutico       | 3  | 7  | 0  | 3  | 4  | 3  | 9  | -6 |
| 16    | Paysandu      | 2  | 7  | 0  | 2  | 5  | 6  | 15 | -9 |

## O Campeão
O América de Natal encerrou sua participação em 27 de Outubro, vencendo o Náutico por 2 a 0. Com os resultados posteriores, apenas o Rio Negro poderia tirar o título do clube potiguar, em sua última partida válida, disputada em 7 de novembro contra o Clube do Remo, em Belém. Um empate da equipe amazonense adiaria a definição do título para o final do returno, uma vez que Rio Negro e América ficariam empatados com 11 pontos. Naquela altura Bahia e Nacional tinham a mesma pontuação do alvinegro amazonense mas também já tinham encerrado suas participações. O Clube do Remo acabou vencendo a partida por 1 a 0, no Estádio Evandro Almeida, resultado que deu ao América de Natal o título da competição.
O América de Natal ficou com a taça, sendo campeão invicto com 4 vitórias e 3 empates, marcando 11 gols e sofrendo 4. O Rio Negro foi o Campeão do Norte, fazendo apenas 1 ponto a menos que o América, disputando 7 jogos, com 4 vitórias, 2 empates e 1 derrota; marcou 8 gols e sofreu apenas 1.